# Хасанов, Хаким Хусаинович
Хаким Хусаинович Хасанов (1914, Алмаметьево, Казанская губерния — 12 сентября 1943, Нехаевка, Сумская область) — старший сержант Рабоче-крестьянской Красной Армии, участник Великой Отечественной войны, Герой Советского Союза (1943).

## Биография
Хаким Хасанов родился в 1916 году в деревне Алмаметьево (ныне — в Моркинском районе в Марий Эл). После окончания неполной средней школы работал на железной дороге. В 1935—1937 годах проходил службу в Рабоче-крестьянской Красной Армии. В марте 1942 года Хасанов повторно был призван в армию. С августа того же года — на фронтах Великой Отечественной войны.
К сентябрю 1943 года старший сержант Хаким Хасанов командовал пулемётным расчётом 248-й отдельной курсантской стрелковой бригады 60-й армии Центрального фронта. Отличился во время освобождения Курской области.  12 сентября 1943 года в разгаре боя за село Нехаевка Конотопского района Хасанов получил тяжёлое ранение, был захвачен в плен и казнён. Похоронен в братской могиле в селе Карабутово .
Указом Президиума Верховного Совета СССР от 17 октября 1943 года старший сержант Хаким Хасанов посмертно был удостоен высокого звания Героя Советского Союза. Также посмертно был награждён орденом Ленина.
В честь Хасанова названы улицы в Параньге, Алмаметьеве, Морках и Йошкар-Оле.
Правнук — Булат Ахматьянов, майор ЦСН ФСБ (1987—2020), погибший при исполнении служебных обязанностей в Сирийской Арабской Республике.